# SN 2006gy
SN 2006gy — надзвичайно потужна наднова, яку часом називають гіперновою або кварковою новою, відкрита 18 вересня 2006 року. Першими її спостерігачами були Роберт Кімбі та П. Мондол. Потім її вивчали декілька груп астрономів за допомогою устаткування, що розміщене в різних обсерваторіях, таких як: Чандра, Лікська та В. М. Кека. В травні 2007 року NASA й деякі інші астрономи оголосили, що детально проаналізували наднову, і охарактеризували її як «найяскравіший зоряний спалах за всю історію спостережень». У жовтні 2007 року Кімбі оголосив, що SN 2005ap побила рекорд SN 2006gy як найяскравішої зареєстрованої наднової, а згодом були відкриті кілька ще яскравіших зір. Журнал Тайм помістив відкриття SN 2006gy на третє місце у своєму списку 10 найважливіших наукових відкриттів 2007 року.

## Характеристики

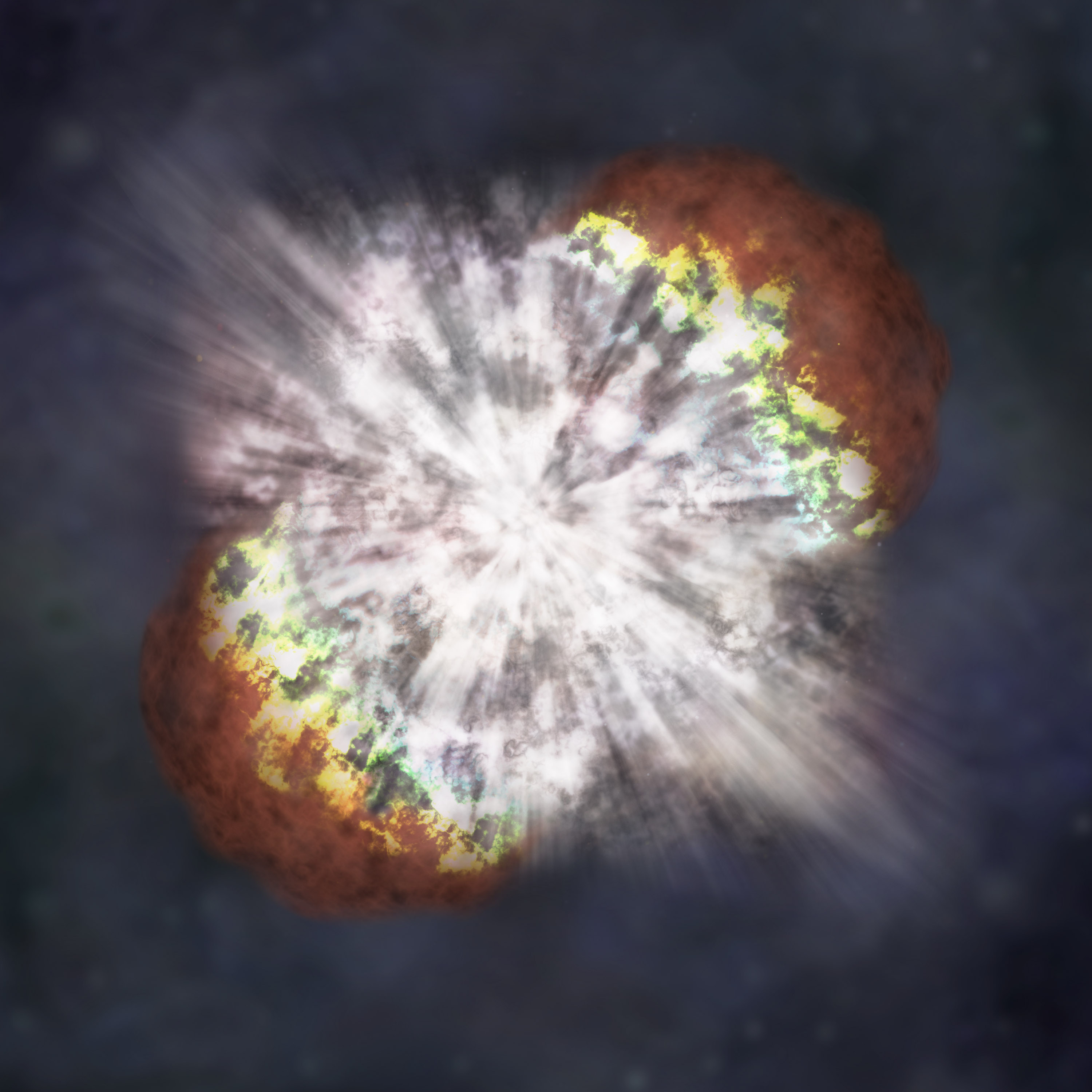
Художня інтерпретація спалаху SN 2006gy

Спалах SN 2006gy стався у віддаленій галактиці (NGC 1260) на відстані близько 238 мільйонів світлових років (73 мегапарсеки) від нас. Завдяки часу, за який світло здолало таку відстань, ця подія трапилась близько 238 мільйонів років тому. Підраховано, що спалах вивільнив енергію 1051 Ерг (1044 Дж), що робить його на два порядки потужнішим, ніж спалах звичайної наднової 1049 ерг (1042 Дж). Хоча в момент найбільшої інтенсивності світність SN 2006gy в чотириста разів перевищувала світність SN 1987A, яку можна було побачити неозброєним оком, відстань до SN 2006gy в 1 400 разів більша ніж до SN 1987A. А отже ця зоря занадто віддалена, щоб побачити її без допомоги телескопа.

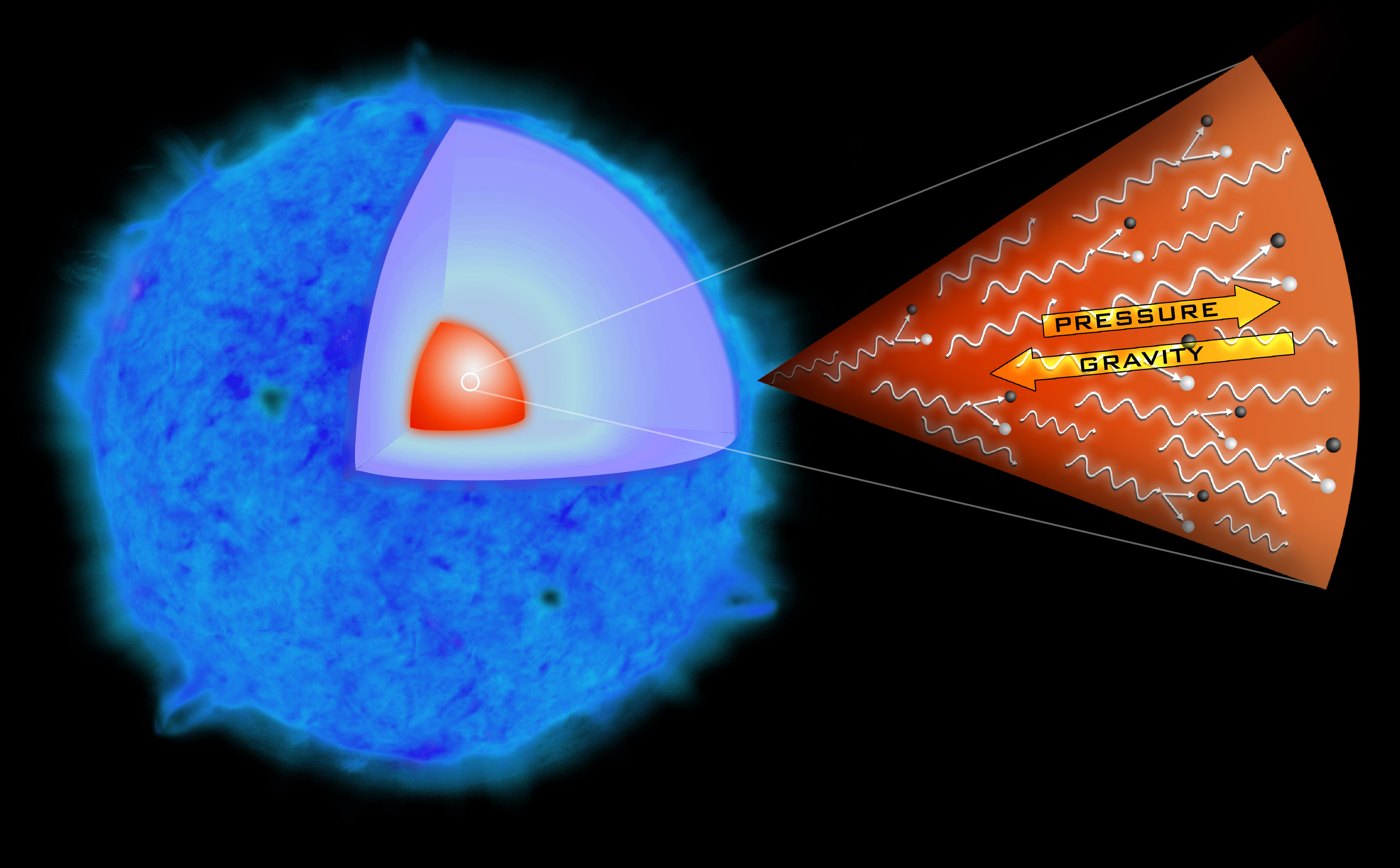
На цій діаграмі зображений процес народження пар, який, на думку астрономів, і призвів до спалаху SN 2006gy. Достатньо масивна зоря може виробляти гамма-промені настільки високої енергії, що деякі з фотонів перетворюються на пари електронів і позитронів, розганяючи реакцію, що призводить до руйнування зорі

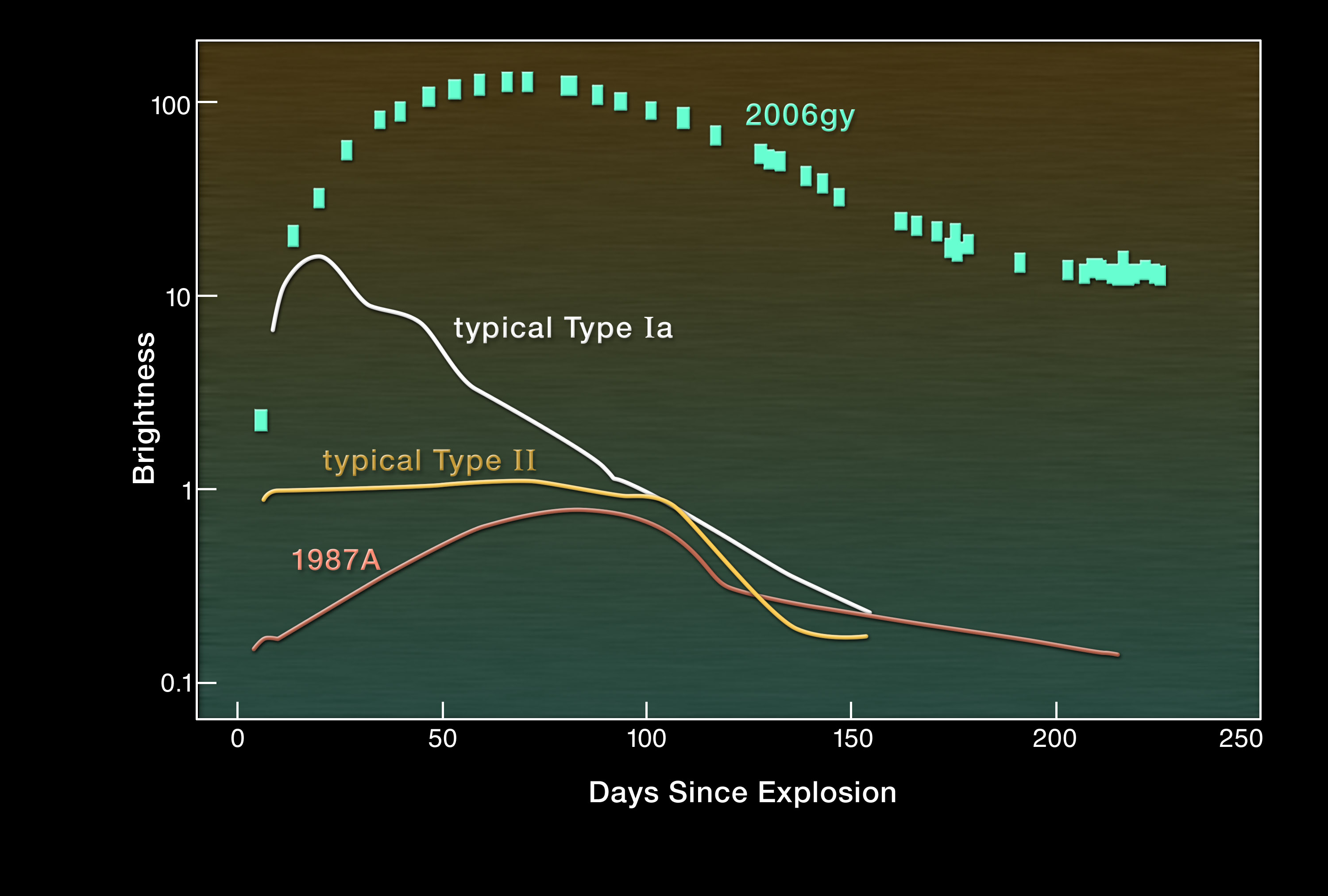
Крива блиску SN 2006gy (зверху) як порівняти з іншими типами наднових

SN 2006gy належить до наднових типу II, тому що має лінії гідрогену у своєму спектрі, хоча й відрізняється за яскравістю від звичайних зір цього типу. Було запропоновано кілька можливих процесів, які могли б спричинити настільки шалений спалах. У всякому разі така подія могла відбутися лише з дуже масивною зорею. Ймовірним поясненням є ефективне перетворення кінетичної енергії спалаху у випромінення завдяки взаємодії з речовиною. Цей процес подібний до спалаху наднової типу II, але в більших масштабах. Це може відбуватися під час виверження змінних зір типу S Золотої Риби, коли вони втрачають 10 або більше мас Сонця, або ж через нестабільність народження електрон-позитронних пар. На думку співробітників Калгарського університету Деніаса Ліхі та Рашида Уєда, спалах SN 2006gy був народженням кваркової зорі.

## Подібність до Ети Кіля
Ета Кіля (η Кіля) — є надзвичайно яскравим гіпергігантом, що розміщений на відстані близько 7 500 світлових років від Землі в галактиці Чумацький Шлях. Оскільки відстань до Ети Кіля в 32 000 разів менша, ніж до SN2006gy, то світло від неї буде приблизно в мільярд разів яскравішим. За оцінками її розмір близький до розміру зорі, від якої утворилась наднова SN2006gy. Один із відкривачів SN2006gy Дейв Пулі стверджує, що якщо Ета Кіля спалахне подібним чином, то її світла буде достатньо щоб читати вночі, а видно її буде навіть удень. Видима зоряна величина (m) SN2006gy дорівнює 15, а отже аналогічні події зроблять m Ети Кіля близько −7,5. За словами астрофізика Маріо Лівіо, це може трапитись у будь-який момент, але ризик для життя на землі є незначним..